# Amphilogiai
Die Amphilogiai (altgriechisch Ἀμφιλογίαι Amphilogíai, Singular Amphilogia Ἀμφιλογία Amphilogía, deutsch ‚Wortwechsel‘) sind in der griechischen Mythologie Personifikationen des Streitgesprächs.
In Hesiods Theogonie sind die Amphilogiai Töchter der Göttin der Zwietracht Eris, ihre Geschwister sind ebenfalls Personifikationen von für den Menschen negativ besetzten Begriffen.